# Consiglio regionale dell'Île-de-France
Il Consiglio regionale dell'Ile-de-France (in francese Conseil régional d'Île-de-France) è l'assemblea deliberativa della regione francese dell'Île-de-France, collettività territoriale decentrata che agisce sul territorio regionale. Aveva sede a Parigi, in rue Barbet-de-Jouy 33, nel VII arrondissement, prima di trasferirsi il 6 febbraio 2018 nel nuovo quartiere Docks Saint-Ouen, alle porte di Parigi, nella Senna-Saint-Denis. 
È presieduto dal 18 dicembre 2015 da Valérie Pécresse, eletta con I Repubblicani. Succede al socialista Jean-Paul Huchon, che ha presieduto l'assemblea dal 1998 e che non si è ripresentato per un'ulteriore reincarico.

## Fascia
La fascia indossata dai consiglieri regionali dell'Île-de-France è rossa (banda stretta), bianca (banda stretta), blu, bianca (banda stretta), rossa (banda stretta). Questa fascia non è da confondere con la "fascia tricolore".

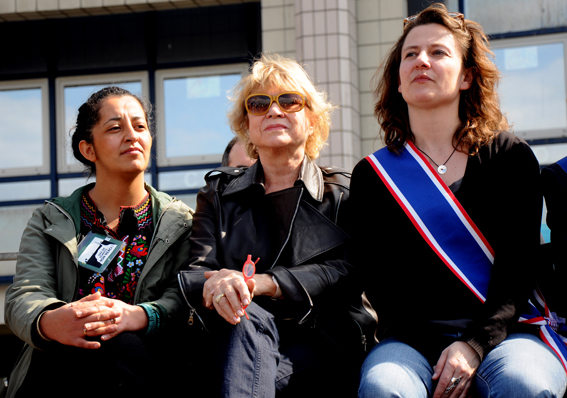
La consigliera regionale Hélène Gassin con la sua fascia (2011).
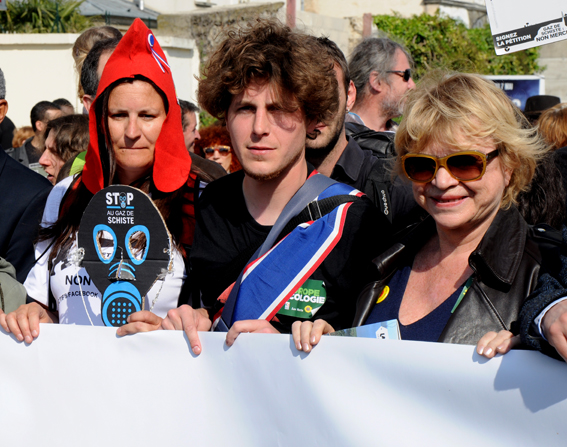
Il consigliere regionale Julien Bayou con la sua fascia, indossata per errore sulla spalla sinistra (2011).
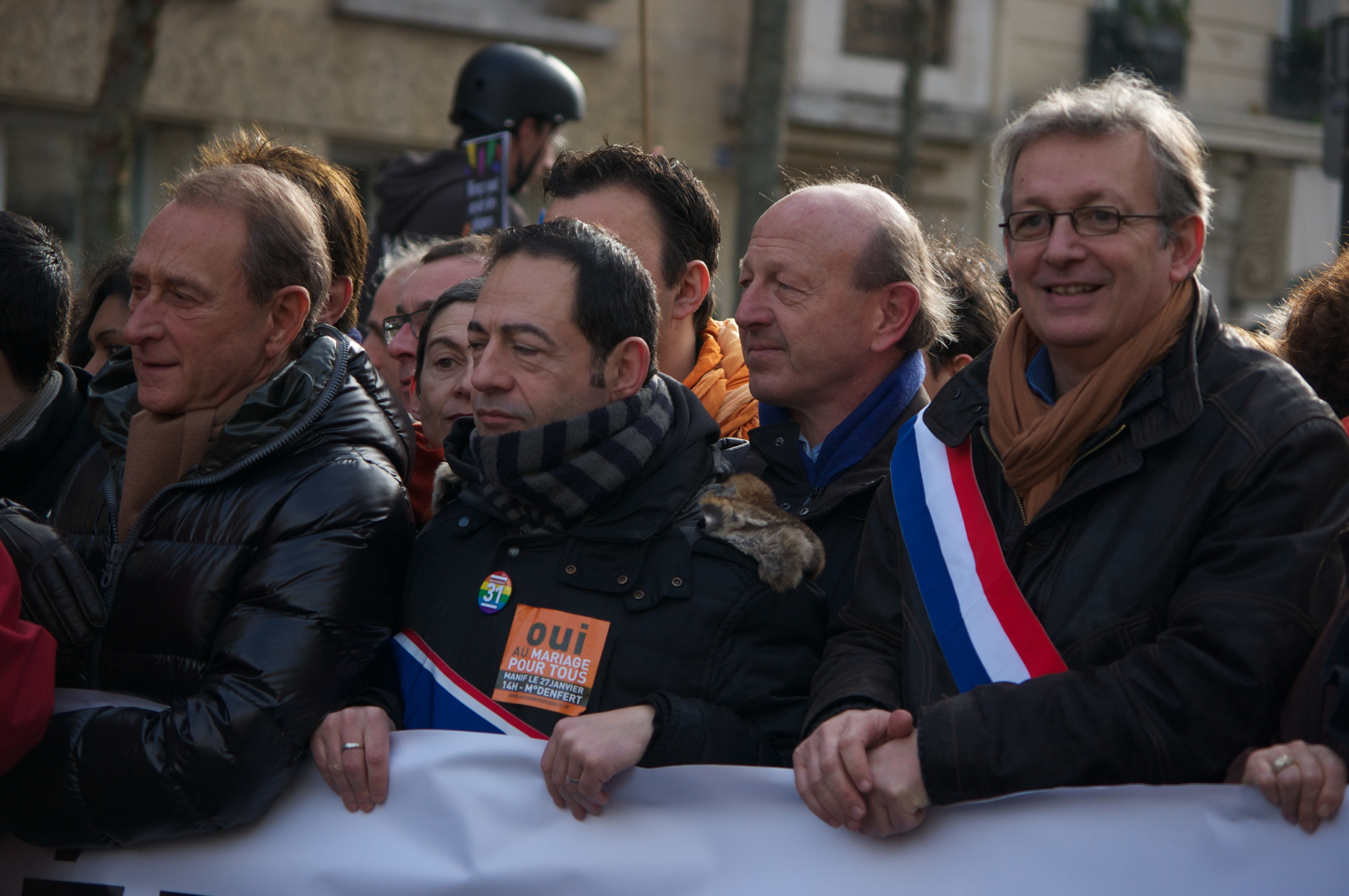
Il consigliere regionale Jean-Luc Romero con la sua fascia (2013).

## Consiglio regionale della gioventù dell'Île-de-France
Il Consiglio regionale della gioventù dell'Île-de-France (Conseil régional des jeunes d'Île-de-France, CRJ) è un'assemblea creata dal consiglio regionale dell'Île-de-France. È composto da 148 consiglieri effettivi.
I consiglieri si riuniscono in seduta plenaria nell'emiciclo del Consiglio regionale tre volte l'anno e fanno parte di diverse commissioni: 
- Commissione Cittadinanza
- Commissione Ambiente
- Commissione Cultura
- Commissione Salute
- Commissione Lotta contro la discriminazione
- Commissione Orientamento, Studi, Lavoro
- Commissione Organizzazione e Comunicazione (gruppo permanente)